# 苫小牧東部地域

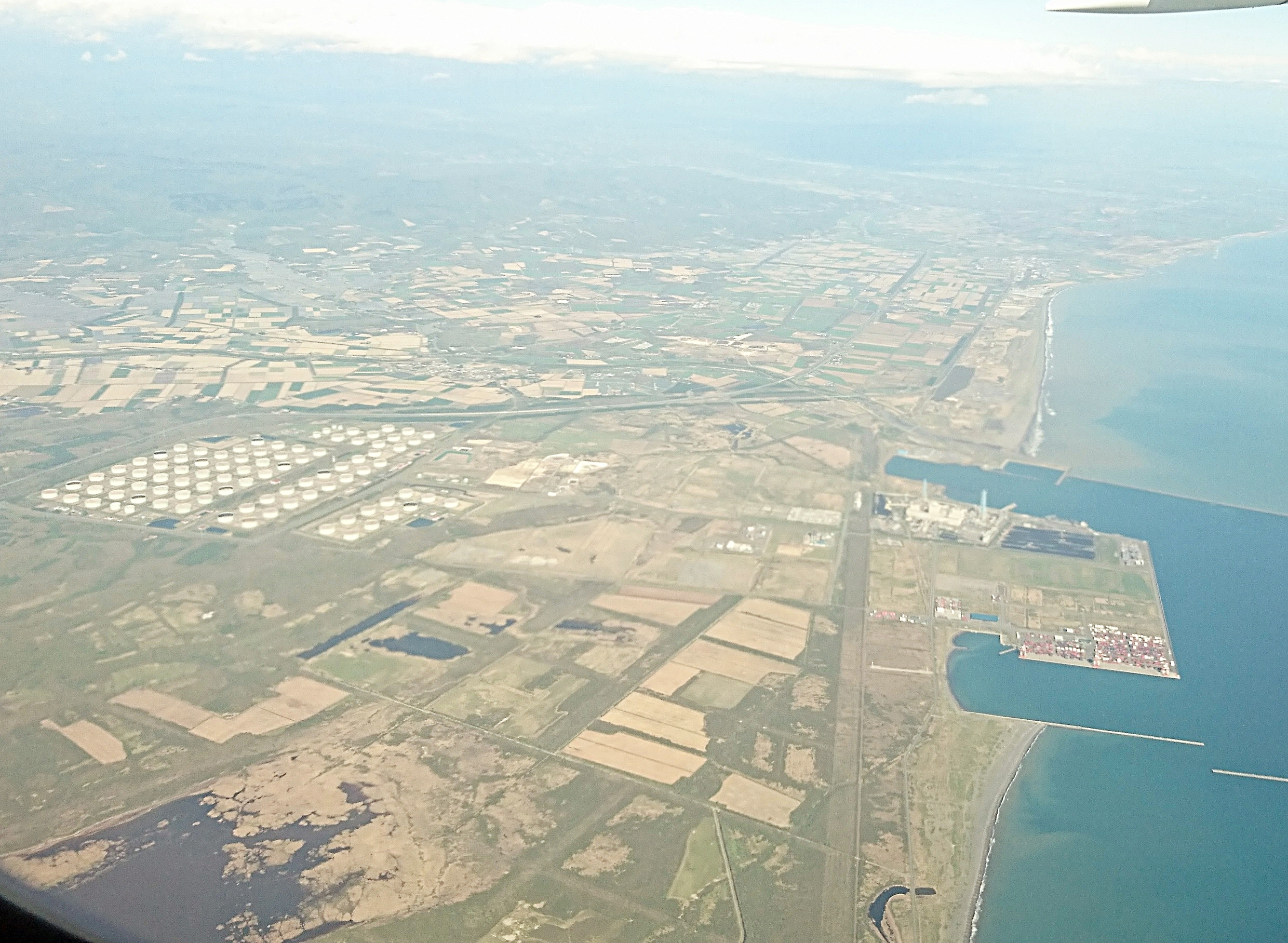
苫小牧東部開発地域

苫小牧東部地域（とまこまいとうぶちいき）は、北海道苫小牧市・勇払郡厚真町・安平町の勇払平野にある大規模開発地域。国家プロジェクト「苫小牧東部開発計画」に端を発している。

## 概要
苫小牧東部の開発は「第3期北海道総合開発計画」において重要な施策として位置付けられ、「苫小牧東部大規模工業基地開発基本計画」に基づいて日本の工業生産の新たな発展基盤を創出するとともに、北海道の長期的発展に資する先導的開発事業として始まった。重厚長大の工業地域を目指したが産業構造の変化などに伴い計画の見直しを余儀なくされ、「苫小牧東部開発新計画」）及びその段階計画である「苫小牧東部開発新計画の進め方について【第2期】」に基づき、「自然と共生するアメニティに満ちあふれた複合都市形成」を目指している。
およそ1万ヘクタールの広大な敷地があり、新千歳空港、苫小牧港、高規格幹線道路、鉄道など陸・海・空の交通条件、弁天沼などの自然環境に恵まれている。また、勇払油ガス田から天然ガスパイプラインが供給されている。

## 事業主体

### 苫小牧東部開発株式会社
「苫小牧東部開発」は、第三セクター方式により1972年（昭和47年）に設立した。株主構成は国（北海道東北開発公庫）25 %、地方自治体（北海道+1市3町）25.25 %、民間金融機関29行29.25 %、民間企業などが20.5 %であった。事業内容は開発に必要な土地の取得、用地の造成、分譲・賃貸、諸施設の建設・管理運営等を行った。計画当初は企業立地が進んだが、その後契約企業数が著しく減少し、1997年（平成9年）時点では当初計画の10,700ヘクタールのうち契約済みの敷地は約820ヘクタールのみであったが、1995年の計画見直しにより、分譲面積は当初予定より縮小されて5,500ヘクタールになった。抜本的な対策がとられないまま、苫小牧東部開発は膨大な開発・造成費用の返済を抱えることになり、借入金は1,800億円に達した。

### 株式会社苫東
苫小牧東部開発より事業継承する形で1999年（平成11年）に設立した。株主構成は国（日本政策投資銀行）49.6 %、地方自治体（北海道+1市2町）32.2 %、金融機関と民間企業合わせて 18.2 %である。事業内容は土地の取得、造成、分譲、賃貸および管理、埠頭等開発を促進するために必要な施設の建設および管理運営、公共緑地、公共施設等の維持管理業務の受託を行っている。

## 沿革
「開発のあゆみ」参照
- 1970年（昭和45年）：「第3期北海道総合開発計画」閣議決定
- 1971年（昭和46年）：北海道開発審議会で「苫小牧東部大規模工業基地開発基本計画」を了承。
- 1972年（昭和47年）：「苫小牧東部開発株式会社」設立
- 1980年（昭和55年）：苫小牧港東港区供用開始
- 1995年（平成07年）：北海道開発審議会で「苫小牧東部開発新計画」を了承[6]。
- 1998年（平成10年）：苫小牧東部開発株式会社の清算および新会社の設立について閣議了承。
- 1999年（平成11年）：「株式会社苫東」設立[13]
- 2005年（平成17年）：東港区「中央ふ頭多目的国際コンテナターミナル」供用開始
- 2007年（平成19年）：つた森山林隣接地において『全国植樹祭』開催[14]。
- 2008年（平成20年）：西港区から東港区へ「国際コンテナターミナル」移転[15]。「苫小牧東部開発新計画の進め方について【第2期】」策定[7]

## 立地企業
「苫小牧東部開発新計画」策定後、国際化、情報化などに対応した総合的な経済発展基盤を創出する方針へ転換した。国・北海道・地方自治体による優遇措置や各種支援制度を設けている。域内を横断する日高自動車道と並行している国道235号を境に北側を「臨空地域」（2地区）、南側を「臨海地域」（4地区）としている。

### 臨空地域

#### 臨空柏原地区
新千歳空港に最も近接している地区であり、北海道道129号静川美沢線でアクセスしている。海岸から6km〜12kmの距離に位置しており「苫小牧市テクノセンター」（道央産業振興財団）が立地している。
- アイシン北海道
- エア・ウォーター北海道
- カネカ
- 合通
- Jファーム
- シャープ
- シンコーエンジニアリング
- 全農物流
- ダイナックス
- 大陽日酸北海道
- 苫小牧ソーラーエナジー（シャープ苫東の森太陽光発電所）
- 苫東ファーム
- 西田鉄工
- 日邦バルブ
- 日本板硝子S&S
- 日本梱包運輸倉庫
  - ニッコン北物
- 北商コーポレーション
- 北星産業（コメリ北海道流通センター）
- 北海道エコリサイクルシステムズ
- 北海道ガス（北ガス）
- 北海道そば製粉
- 北海道トナミ運輸
- ソフトバンク・IDCフロンティア[19]

#### 臨空東地区
国指定の史跡「静川遺跡」がある。
- 社台コーポレーション
- 苫東安平ソーラーパーク（ソフトバンク苫東安平ソーラーパーク）
- 苫東安平ソーラーパーク2（ソフトバンク苫東安平ソーラーパーク2）
- ノーザンファーム（ノーザンファーム空港牧場）
- ノーザンレーシング

### 臨海地域

#### 臨海北地区
臨空柏原地区の南に位置し、日高自動車道・国道235号、北海道道259号上厚真苫小牧線に近接している。土木研究所寒地土木研究所の「苫小牧寒地試験道路・苫小牧施工試験フィールド」がある。
- いすゞエンジン製造北海道

#### 臨海東地区
石油備蓄基地が立地しており、世界最大級の地上タンク方式による施設となっている。「内閣衛星情報センター北受信管理局」が設置されている。周文ふ頭には「苫小牧東港周文フェリーターミナル」があり、秋田港・新潟港・敦賀港への日本海航路が就航している。
- 岩倉建設
- 鹿島建設
- 五洋建設
- サニックスグループ
  - SEウイングズ
  - サニックスエナジー
  - C&R
- 新日本海フェリー
- 空知興産
- 大成ロテック
- 東亜建設工業
- 苫東石油備蓄
- 菱中建設
- 北海道石油共同備蓄
- マテック

#### 臨海臨港地区
コンテナターミナルには3基のガントリークレーンがある。
- 合同酒精（オエノンホールディングス）
- 苫小牧港開発
- 苫小牧埠頭
- 苫東コールセンター
- 北電興業
- 北海道電力（苫東厚真発電所）
- 北海道パワーエンジニアリング

#### 臨海西地区
「弁天沼」周辺は野鳥の生息地となっており、環境保全に配慮している。

## アクセス
港湾
- 苫小牧港（中核国際港湾・国際拠点港湾）

空港
- 新千歳空港（24時間運用[28]）

鉄道
- 日本貨物鉄道（JR貨物）北海道支社
  - 苫小牧貨物駅
- 北海道旅客鉄道（JR北海道）
  - 室蘭本線・日高本線：苫小牧駅
  - 千歳線・室蘭本線：沼ノ端駅

高速道路
- 道央自動車道（北海道縦貫自動車道）：苫小牧東IC/TB[29] - 沼ノ端西IC（ハーフIC）
- 日高自動車道（一般国道自動車専用道路(B)）：沼ノ端東IC（ハーフIC） - 苫東中央IC - 厚真IC（左記区間は通行無料）

一般国道
- 国道36号
- 国道234号
- 国道235号